# Solenopsis ilinei
Solenopsis ilinei är en myrart som beskrevs av Santschi 1936. Solenopsis ilinei ingår i släktet eldmyror, och familjen myror. Inga underarter finns listade i Catalogue of Life.